# 竹内佑典
竹内 佑典（たけうち ゆうすけ、1986年2月10日 - ）は、日本の元プロボクサーで元介護士。JB SPORTSボクシングジムに所属していた。
長野県出身。現日本フェザー級、21戦 13勝(2KO) 8敗

## 人物
山田武士トレーナーとコンビを組み、本人いわく「去年は天国と地獄をみた」とのべる。
7月12日に行われた試合で上位ランカーに判定勝利し日本フェザー級第3位になった。